# Henry Ingrand
Pour les articles homonymes, voir Ingrand.
Henry Ingrand, né le 18 août 1908 à Échiré (Deux-Sèvres) et mort le 23 novembre 2003 à Aix-en-Provence (Bouches-du-Rhône) fut un pionnier et un dirigeant régional de la Résistance française pendant la Seconde Guerre mondiale, ce qui lui valut d'être fait Compagnon de la Libération, et un diplomate français.

## Avant-guerre
Interne des hôpitaux de Paris, le Dr Ingrand est diplômé de médecine coloniale, médecin maritime, copropriétaire d'une clinique.

## Seconde Guerre mondiale
En 1939, le Dr Ingrand est mobilisé dans une antenne médicale de la IIIe armée où il rencontre le Dr Jean Quentin de Reims avec qui il fait la retraite, jusqu'en Lozère où tous deux sont démobilisés.

## Occupation

### Zone occupée
Le Dr Ingrand participe à la manifestation du 11 novembre 1940 sur les Champs-Élysées. En janvier 1941, il est recruté par Chilina Ciosi et Anne-Marie Boumier qui le présentent à Jacques Dhont et Robert Guédon. À partir de mai 1941, il participe à la rédaction du journal Les Petites Ailes de France. Il rallie les groupes de Champagne organisés par Jean Quentin et Pierre Grandremy. Il fonde un réseau dans les Deux-Sèvres où la propriété de ses parents sert de refuge et de point de franchissement de la ligne de démarcation. Quand Combat Zone Nord est démantelé, il participe aux efforts de reconstitution de Jacques Lecompte-Boinet. Le 29 juin 1942, il est arrêté chez lui, peu avant Pierre Le Rolland, par la Geheime Feldpolizei.

### Captivité - Évasion
Transféré à Sarrebruck le 9 juillet 1942, confronté à Tony Ricou, André Noël, Elizabeth Dussauze, Ingrand feint l'indignation. Il est convenu qu'il aidera le SD de Paris à trouver Guédon (qu'il sait hors d'atteinte, ayant passé la ligne depuis la propriété familiale) . Échappant à la surveillance allemande, il passe en zone libre où il subit de longs interrogatoires par ses amis, dont Claude Bourdet.

### Zone Sud
Chargé de mission par Henri Frenay à Toulouse et à Marseille, il est bientôt nommé chef régional de Combat (région R6) en Auvergne. De mars 1943 jusqu'à la Libération, il est chef régional, depuis Clermont-Ferrand, des Mouvements unis de la Résistance (MUR). Avec Émile Coulaudon,  il organise les maquis du Cantal et du Puy-de-Dôme, ceux du Mont-Mouchet, du Mont-Dore et de Chaudes-Aigues. En juillet 1944, il réorganise la résistance militaire en Auvergne, rapprochant les maquis de l'Organisation de résistance de l'armée, des Francs-Tireurs et Partisans et de l'Armée Secrète. Colonel des Forces françaises de l'intérieur et sous les ordres du général Koenig, qui était depuis la création des F.F.I. le 1er février 1944 commandant national des F.F.I., il est nommé commissaire régional de la République ( " super préfet " ) en Auvergne, en septembre 1944.
Le 14 août, il reçoit Paul Ollion, un émissaire du maréchal Pétain sollicitant la protection de la résistance auvergnate. Le chef de l’État promet de démissionner en faveur de De Gaulle, chargé de "défendre les intérêts de la France" : "Il devra rendre compte de cette mission devant les assemblées élues suivant les modalités de la Constitution élaborée par mes soins selon le mandat que m’a donné l’Assemblée nationale le 10 juillet 1940". Henri Ingrand, au nom des FFI,  refuse évidemment  les conditions voulues et fixées par Pétain. Le 20 août, Pétain sera emmené par les Allemands vers Sigmaringen, où il résidera jusqu'à son retour en France qui s'effectuera via la Suisse.

## Après-guerre
Henry Ingrand est commissaire général au tourisme où il fait entrer Philippe Le Forsonney et Elizabeth Dussauze. Son adjoint est un parfait inconnu, Georges Pompidou. Il est administrateur des Aéroports de Paris, administrateur de l'Agence Havas, avant de représenter la France auprès de l'UNRWA à Beyrouth (Liban), puis comme ambassadeur en Colombie. En 1959, il est secrétaire général aux affaires algériennes, puis ambassadeur au Venezuela, de 1961 à 1963. Jusqu'en 1969, il préside les houillères du bassin de Provence. Ensuite, il est conseiller aux affaires internationales des Charbonnages de France, puis de la société CdF-Chimie.

## Distinctions
- Commandeur de la Légion d'honneur
- Compagnon de la Libération par décret du 17 novembre 1945[3]
- Croix de guerre 1939–1945 (trois citations à l'ordre de l'armée)
- Médaille de la Résistance française par décret du 31 mars 1947[4]
- Croix du combattant
- Croix du combattant volontaire de la Résistance
- Ordre de l'Empire britannique à titre militaire
- Grand officier de l'ordre du Ouissam alaouite
- Officier de l'ordre de la Couronne de chêne

### Sources
- Journal Le Monde (nécrologie du mercredi 26 novembre 2003)
- Archives Nationales
- Service Historique de la Défense (Vincennes)
- Musée de la Résistance et de la Déportation (Besançon)
- Biographie sur le site de l'Ordre de la Libération : https://www.ordredelaliberation.fr/fr/compagnons/henry-ingrand